# Округ Бун (Мисури)
Округ Бун (енгл. Boone County) је округ у америчкој савезној држави Мисури.

## Демографија
По попису из 2010. године број становника је 162.642, што је 27.188 (20,1%) становника више него 2000. године.
| Група             | 2000.           | 2010.           |
| Белци             | 114.367 (84,4%) | 131.677 (81,0%) |
| Афроамериканци    | 11.572 (8,5%)   | 15.111 (9,3%)   |
| Азијати           | 4.015 (3,0%)    | 6.144 (3,8%)    |
| Хиспаноамериканци | 2.413 (1,8%)    | 4.895 (3,0%)    |
| Укупно            | 135.454         | 162.642         |